# Championnat de Belgique masculin de handball 2016-2017
Navigation
Division 1 2015-2016 Division 1 2017-2018
La saison 2016-2017 du Championnat de Belgique masculin de handball sera la 59e saison de la plus haute division belge de handball. La première phase du championnat la phase classique, suivit des Play-offs (dans lesquels, on retrouve les quatre meilleurs clubs engagés en BeNe League), des Play-offs II (dans lesquels on trouve les deux plus mauvais clubs engagés en BeNe Leagueet et les deux meilleurs de la phase classique) et des Play-downs (dans lesquels on trouve les quatre autres équipes engagés en phase classique).
Cette édition fut remportée par le Quibic Achilles Bocholt, sacré champion pour la seconde fois de son histoire, il termine avec comme dauphin le Callant Tongeren. Le Hubo Initia HC Hasselt et le HC Visé BM termine respectivement 3e et 4e des Play-off I.
En Play-off II, le Sporting Neerpelt-Lommel, premier de la phase régulière, s'adjuge la première place alors que le KV Sasja HC Hoboken termine second et ils se qualifient tous deux pour la prochaine BeNe League 2017-2018 tandis que l'EHC Tournai, 3e ne réussit pas à se qualifier et que l'Olse Merksem HC, 4e se fait reléguer en division 1.
En Play-down, le VOO RHC Grâce-Hollogne est relégué et sera remplacé la saison suivante par le HC Atomix.

## Participants
En gras, les clubs engagés en BeNe League
| Club                     | Classement 2015-2016 | Localisation         | Entraîneur                         | Salle                             | Capacité |
| ------------------------ | -------------------- | -------------------- | ---------------------------------- | --------------------------------- | -------- |
| Quibic Achilles Bocholt  | 1er                  | Bocholt              | Bart Lenders                       | Sportcomplex De Damburg           | 1 539    |
| Hubo Initia HC Hasselt   | 2e                   | Hasselt              | Vladimir Tomanovic Diethard Huygen | Sporthal Alverberg                | 1 730    |
| Callant Tongeren         | 3e                   | Tongres              | Maurice Canton                     | Eburons Dôme Tongeren             | 1 000    |
| KV Sasja HC Hoboken      | 4e                   | Anvers               | Alex Jacobs                        | Sportcomplex Sorghvliedt          | 950      |
| HC Visé BM               | 5e                   | Visé                 | Predrag Dosen                      | Hall Omnisports de Visé           | 600      |
| Olse Merksem HC          | 6e                   | Anvers               | Luc Vercauteren                    | Sportcentrum De Rode Loop         | 321      |
| Sporting Neerpelt-Lommel | 7e                   | Neerpelt-Lommel      | Gabrie Rietbroek                   | Sportcentrum Dommelhof            | 1 600    |
| EHC Tournai              | 8e                   | Tournai              | Allan Cuervo                       | Hall des Sports de la C.E.T.      | 2 000    |
| HC Visé BM II            | 9e                   | Visé                 | Davor Peric                        | Hall Omnisports de Visé           | 600      |
| HC Eynatten-Raeren       | 10e                  | Raeren               | Andreas Heckhausen                 | Sporthalle Eynatten               | 700      |
| VOO RHC Grâce-Hollogne   | 11e                  | Grâce-Hollogne       | Giovanni Dolce                     | Hall omnisports de Grâce-Hollogne | ?        |
| Kreasa HB Houthalen      | 12e                  | Houthalen-Helchteren | ?                                  | Sporthal Lakerveld                | 2 000    |

### Localisation
| \| HC Visé BM HC Visé BM II RHC Grâce-Hollogne Kreasa HB Houthalen Olse Merksem KV Sasja Initia HC Hasselt HK Tongeren Achilles Bocholt Sporting NeLo EHC Tournai \| Localisation des clubs engagés dans le championnat |
| HC Visé BM HC Visé BM II RHC Grâce-Hollogne Kreasa HB Houthalen Olse Merksem KV Sasja Initia HC Hasselt HK Tongeren Achilles Bocholt Sporting NeLo EHC Tournai                                                          |

Nombre d'équipes par Province
| # | Province             | Nombre | Équipe(s) |
| - | -------------------- | ------ | --- |
| 1 | Province de Limbourg | 5      | Hubo Initia HC Hasselt, Callant Tongeren, QubiQ Achilles Bocholt, Sporting Neerpelt-Lommel, Kreasa HB Houthalen |
| 2 | Province de Liège    | 3      | HC Visé BM, HC Visé BM II, HC Eynatten-Raeren, VOO RHC Grâce-Hollogne/Ans                                       |
| 3 | Province d'Anvers    | 2      | KV Sasja HC Hoboken, Olse Merksem HC                                                                            |
| 4 | Province de Hainaut  | 1      | EHC Tournai |

## Compétition

### Organisation du championnat
La saison régulière est disputée par six équipes, chacune se rencontre à quatre reprises, deux fois à domicile et deux fois à l'extérieur. Une victoire rapporte 2 points, une égalité, 1 point et, donc une défaite 0 point.
Après la saison régulière, les deux équipes les mieux classées s'engagent avec les 6 formations qui ont disputé la BeNe League dans les play-offs II, contrairement à la saison passée, les play-offs sont divisés en deux groupes, les play-offs I reprenant les quatre meilleurs formations belges de la BeNe League 2016-2017 et les play-offs II reprenant les deux plus faibles  formations belges de la BeNe League 2016-2017 et les deux meilleures formations de la saison régulière du championnat de D1 nationale.
Les équipes engagées dans les play-offs I se disputent le titre, les qualifications européennes et sont déjà assurés de disputer la prochaine BeNe League tandis que les équipes engagées dans les play-offs II ne se dispute que les deux premières places, synonyme de qualification à cette prochaine BeNe League.
Les quatre équipes des play-offs I débutent avec un nombre de points différents allant de 1 à 4 sur base de la saison régulière de la BeNe League dans laquelle la première équipe belgecommenc ces play-offs avec 4 points, la seconde avec 3 points, la troisième avec 2 points et la quatrième avec 1 point alors que dans la Play-offs II, les différentes formations débutent toute avec 0 point.
Pour ce qui est des quatre dernières équipes de la phase régulière, elles s'engagent quant à elles dans les play-downs. Il s'agit là aussi d'une compétition normale en phase aller-retour mais pour laquelle, le troisième de la phase régulière commence c'est play-downs avec 4 points, le quatrième avec 3 points, le cinquième avec 2 points et le sixième avec et les deux équipes issus de  points. Ces quatre équipes s'affrontent dans le but de ne pas pouvoir finir à la dernière place, synonyme de relégation en division 2.

## Résultats

### Saison régulière

#### Classement
|   | Équipe                     | Pts | J  | G  | N | P  | Bp  | Bc  | Diff |
| - | -------------------------- | --- | -- | -- | - | -- | --- | --- | ---- |
| 1 | Sporting Neerpelt-Lommel   | 37  | 20 | 18 | 1 | 1  | 646 | 504 | 142  |
| 2 | EHC Tournai                | 25  | 20 | 11 | 3 | 6  | 559 | 547 | 12   |
| 3 | Kreasa HB Houthalen        | 23  | 20 | 11 | 1 | 8  | 534 | 521 | 13   |
| 4 | HC Visé BM II              | 16  | 20 | 7  | 2 | 11 | 533 | 566 | -33  |
| 5 | HC Eynatten-Raeren         | 10  | 20 | 4  | 2 | 14 | 519 | 581 | -62  |
| 6 | VOO RHC Grâce-Hollogne/Ans | 9   | 20 | 4  | 1 | 15 | 507 | 579 | -72  |

|                 | Qualification en Play-offs II |
|                 | Play-downs                    |
| en augmentation | Promu 2016                    |

##### Évolution du Classement
- Leader du classement

| GRA | Sporting Neerpelt-Lommel | Sporting Neerpelt-Lommel | Sporting Neerpelt-Lommel | Sporting Neerpelt-Lommel | Sporting Neerpelt-Lommel | Sporting Neerpelt-Lommel | Sporting Neerpelt-Lommel | Sporting Neerpelt-Lommel | Sporting Neerpelt-Lommel | Sporting Neerpelt-Lommel | Sporting Neerpelt-Lommel | Sporting Neerpelt-Lommel | Sporting Neerpelt-Lommel | Sporting Neerpelt-Lommel | Sporting Neerpelt-Lommel | Sporting Neerpelt-Lommel | Sporting Neerpelt-Lommel | Sporting Neerpelt-Lommel | Sporting Neerpelt-Lommel |
| 01  | 02                       | 03                       | 04                       | 05                       | 06                       | 07                       | 08                       | 09                       | 10                       | 11                       | 12                       | 13                       | 14                       | 15                       | 16                       | 17                       | 18                       | 19                       | 20                       |

- Journée par journée

| Club                       | 1 | 2 | 3 | 4 | 5 | 6 | 7 | 8 | 9 | 10 | 11 | 12 | 13 | 14 | 15 | 16 | 17 | 18 | 19 | 20 |
| -------------------------- | - | - | - | - | - | - | - | - | - | -- | -- | -- | -- | -- | -- | -- | -- | -- | -- | -- |
| HC Eynatten-Raeren         | 5 | 5 | 5 | 4 | 5 | 4 | 4 | 4 | 4 | 5  | 5  | 5  | 5  | 5  | 5  | 5  | 5  | 5  | 5  | 5  |
| Kreasa HB Houthalen        | 4 | 2 | 2 | 2 | 2 | 2 | 2 | 2 | 3 | 3  | 3  | 3  | 2  | 2  | 3  | 3  | 3  | 3  | 3  | 3  |
| Sporting Neerpelt-Lommel   | 3 | 1 | 1 | 1 | 1 | 1 | 1 | 1 | 1 | 1  | 1  | 1  | 1  | 1  | 1  | 1  | 1  | 1  | 1  | 1  |
| EHC Tournai                | 6 | 6 | 6 | 6 | 3 | 3 | 3 | 3 | 2 | 2  | 2  | 2  | 3  | 3  | 2  | 2  | 2  | 2  | 2  | 2  |
| HC Visé BM II              | 2 | 4 | 3 | 3 | 4 | 5 | 4 | 4 | 5 | 4  | 4  | 4  | 4  | 4  | 4  | 4  | 4  | 4  | 4  | 4  |
| VOO RHC Grâce-Hollogne/Ans | 1 | 3 | 4 | 5 | 6 | 6 | 6 | 6 | 6 | 6  | 6  | 6  | 6  | 6  | 6  | 6  | 6  | 6  | 6  | 6  |

#### Matchs

##### Phase 1
| Résultats (dom.\ext.)                                      | VIS   | GRA   | EHC   | E-R   | N-L   | KHO   |
| HC Visé BM II                                              |       | 27-20 | 31-31 | 23-29 | 24-28 | 24-33 |
| VOO RHC Grâce-Hollogne/Ans                                 | 20-22 |       | 28-20 | 33-22 | 32-39 | 20-27 |
| EHC Tournai                                                | 32-20 | 24-16 |       | 29-29 | 26-40 | 30-19 |
| HC Eynatten-Raeren                                         | 22-25 | 30-24 | 22-27 |       | 21-33 | 27-23 |
| Sporting Neerpelt-Lommel                                   | 32-30 | 31-22 | 34-30 | 38-29 |       | 31-24 |
| Kreasa HB Houthalen                                        | 22-20 | 28-25 | 28-28 | 29-25 | 22-23 |       |
| - Victoire à domicile - Match nul - Victoire à l'extérieur |       |       |       |       |       |       |

##### Phase 2
| Résultats (dom.\ext.)                                      | VIS   | GRA   | EHC   | E-R   | N-L   | KHO   |
| HC Visé BM II                                              |       | 37-32 | 27-25 | 30-23 | 26-26 | 26-28 |
| VOO RHC Grâce-Hollogne/Ans                                 | 32-30 |       | 26-36 | 30-30 | 25-34 | 30-26 |
| EHC Tournai                                                | 33-29 | 28-25 |       | 29-28 | 24-36 | 24-23 |
| HC Eynatten-Raeren                                         | 27-33 | 27-20 | 27-30 |       | 26-33 | 29-32 |
| Sporting Neerpelt-Lommel                                   | 40-22 | 33-24 | 34-25 | 25-22 |       | 32-21 |
| Kreasa HB Houthalen                                        | 31-27 | 28-23 | 25-28 | 36-24 | 29-25 |       |
| - Victoire à domicile - Match nul - Victoire à l'extérieur |       |       |       |       |       |       |

### Play-offs

#### Play-offs I

##### Classement
|   | Équipe                     | Pts | J | G | N | P | Bp  | Bc  | Diff |
| - | -------------------------- | --- | - | - | - | - | --- | --- | ---- |
| 1 | QubiQ Achilles Bocholt T C | 12  | 6 | 4 | 1 | 1 | 170 | 164 | 6    |
| 2 | Callant Tongeren           | 10  | 6 | 3 | 0 | 3 | 170 | 167 | 3    |
| 3 | Hubo Initia HC Hasselt     | 8   | 6 | 2 | 2 | 2 | 158 | 154 | 4    |
| 4 | HC Visé BM                 | 4   | 6 | 1 | 1 | 4 | 157 | 170 | -13  |

|   | Qualification pour la finale      |
| T | Tenant du titre                   |
| C | Vainqueur de la Coupe de Belgique |

##### Matchs
| Résultats (dom.\ext.)                                      | HAS   | TON   | BOC   | VIS   |
| Hubo Initia HC Hasselt                                     |       | 21-28 | 20-26 | 32-22 |
| Callant Tongeren                                           | 23-30 |       | 29-30 | 32-26 |
| QubiQ Achilles Bocholt                                     | 29-29 | 33-30 |       | 27-24 |
| HC Visé BM                                                 | 26-26 | 27-28 | 32-25 |       |
| - Victoire à domicile - Match nul - Victoire à l'extérieur |       |       |       |       |

##### Finale
| 20h15 - 13 mai 2017 | Callant Tongeren | 27 - 30 | QubiQ Achilles Bocholt | Eburons Dôme Tongeren, Tongres |

| 20h15 - 20 mai 2017 | QubiQ Achilles Bocholt | 30 - 31 | Callant Tongeren | Sportcomplex De Damburg, Bocholt |

| 20h15 - 27 mai 2017 | QubiQ Achilles Bocholt | 36 - 30 | Callant Tongeren | Sportcomplex De Damburg, Bocholt |

- QubiQ Achilles Bocholt 2 - 1 Callant Tongeren

##### Champion
| Champion de Belgique de handball 2016-2017 QubiQ Achilles Bocholt Handbal 2e titre |

#### Play-offs II

##### Classement
|   | Équipe                   | Pts | J | G | N | P | Bp  | Bc  | Diff |
| - | ------------------------ | --- | - | - | - | - | --- | --- | ---- |
| 1 | Sporting Neerpelt-Lommel | 7   | 6 | 3 | 1 | 2 | 146 | 149 | -3   |
| 2 | KV Sasja HC Hoboken      | 7   | 6 | 3 | 1 | 2 | 152 | 145 | 7    |
| 3 | EHC Tournai              | 6   | 6 | 3 | 0 | 3 | 156 | 157 | -1   |
| 4 | Olse Merksem HC          | 4   | 6 | 2 | 0 | 4 | 165 | 168 | -3   |

|                 | Qualification pour la BeNe League 2017-2018 |
| en augmentation | Issus de la phase régulière                 |
| en diminution   | Descendants de BeNe League 2016-2017        |

##### Matchs
| Résultats (dom.\ext.)                                      | HAS   | TON   | BOC   | VIS   |
| Hubo Initia HC Hasselt                                     |       | 21-28 | 20-26 | 32-22 |
| Callant Tongeren                                           | 23-30 |       | 29-30 | 32-26 |
| QubiQ Achilles Bocholt                                     | 29-29 | 33-30 |       | 27-24 |
| HC Visé BM                                                 | 26-26 | 27-28 | 32-25 |       |
| - Victoire à domicile - Match nul - Victoire à l'extérieur |       |       |       |       |

#### Play-down

##### Classement
|   | Équipe                 | Pts | J | G | N | P | Bp  | Bc  | Diff |
| - | ---------------------- | --- | - | - | - | - | --- | --- | ---- |
| 1 | Kreasa HB Houthalen    | 12  | 6 | 4 | 0 | 2 | 166 | 153 | 13   |
| 2 | HC Visé BM II          | 11  | 6 | 4 | 0 | 2 | 174 | 163 | 11   |
| 3 | HC Eynatten-Raeren     | 6   | 6 | 2 | 0 | 4 | 157 | 173 | -16  |
| 4 | VOO RHC Grâce-Hollogne | 5   | 6 | 2 | 0 | 4 | 145 | 153 | -8   |

|  | Relégation en division 2 |

##### Matchs
| Résultats (dom.\ext.)                                      | KHO   | VIS   | E-R   | GRA   |
| Kreasa HB Houthalen                                        |       | 33-21 | 27-25 | 29-25 |
| HC Visé BM II                                              | 22-23 |       | 36-31 | 30-22 |
| HC Eynatten-Raeren                                         | 31-27 | 30-38 |       | 22-20 |
| VOO RHC Grâce-Hollogne                                     | 29-27 | 24-27 | 25-18 |       |
| - Victoire à domicile - Match nul - Victoire à l'extérieur |       |       |       |       |

## Classement final
| Rang | Équipe                     | En Coupe de Belgique      |
| ---- | -------------------------- | ------------------------- |
| 1er  | QubiQ Achilles Bocholt (T) | Vainqueur                 |
| 2e   | Callant Tongeren           | Quarts de finale          |
| 3e   | Hubo Initia HC Hasselt     | Demi-finalistes           |
| 4e   | HC Visé BM                 | Huitième de finale        |
| 5e   | Sporting Neerpelt-Lommel   | Huitième de finale        |
| 6e   | KV Sasja HC Hoboken        | Finaliste                 |
| 7e   | EHC Tournai                | Trente-deuxième de finale |
| 8e   | Olse Merksem HC            | Seizième de finale        |
| 9e   | Kreasa HB Houthalen        | Quarts de finale          |
| 10e  | HC Visé BM II              |                           |
| 11e  | HC Eynatten-Raeren         | Quarts de finale          |
| 12e  | VOO RHC Grâce-Hollogne     | Huitième de finale        |

|                 | Champion de Belgique et qualifiés pour la Coupe EHF 2017-2018 |
|                 | Qualifiés pour la Coupe Challenge 2017-2018                   |
|                 | Relégués en division 2                                        |
| En              | gras Qualifiés pour la BeNe League 2017-2018                  |
| (T)             | Tenant du titre                                               |
| en augmentation | Promu de début de saison en Division 1                        |

## Classement des Buteurs
| #  | Joueur            | Équipe                   | Buts |
| -- | ----------------- | ------------------------ | ---- |
| 01 | Marco Vernooy     | Sporting Neerpelt-Lommel | 137  |
| 02 | Brice Lachal      | EHC Tournai              | 119  |
| 03 | Jochen Stulens    | Kreasa HB Houthalen      | 110  |
| 04 | Vladimir Tasevski | Sporting Neerpelt-Lommel | 106  |
| 05 | Léon Driesen      | Kreasa HB Houthalen      | 100  |
| 06 | Sven Leonhardt    | HC Eynatten-Raeren       | 93   |
| 07 | Blaz Rojc         | HC Atomix                | 89   |
| 08 | Romain Dolce      | VOO RHC Grâce-Hollogne   | 86   |
| 09 | Merlin Rosier     | EHC Tournai              | 83   |
| 10 | Gilles Samson     | VOO RHC Grâce-Hollogne   | 80   |

## Parcours en coupes d'Europe
Le parcours des clubs belges en coupes d'Europe est important puisqu'il détermine le coefficient EHF, et donc le nombre de clubs belges présents en coupes d'Europe les années suivantes.
| Club                   | Compétition         | Tour d'entrée            | Résultat                       | Dernier adversaire |
| QubiQ Achilles Bocholt | Ligue des champions | Tournoi de qualification | 4e du Tournoi de qualification | Maccabi Tel-Aviv   |
| QubiQ Achilles Bocholt | Coupe EHF           | 2e tour                  | éliminé au 2e tour             | Csurgói KK         |
| HC Visé BM             | Coupe Challenge     | Tour préliminaire        | éliminé en Tour préliminaire   | RK Sloga Pozega    |

## Bilan de la saison
| Tableau d'honneur de la saison 2016-2017 |                        |                   |
| Compétition                              | Vainqueur              | Commentaire       |
| Championnat de Belgique                  | QubiQ Achilles Bocholt | 2e titre          |
| Coupe de Belgique                        | QubiQ Achilles Bocholt | 3e victoire       |
| Qualifications européennes               |                        |                   |
| Compétition                              | Qualifiés              | Qualifiés         |
| Coupe EHF                                | QubiQ Achilles Bocholt | Tour préliminaire |
| Coupe Challenge                          | HC Visé BM             | Premier tour      |
| Promotions et relégations                |                        |                   |
| Promu en Division 1 (D1)                 | HC Atomix              | 1er de D2         |
| Relégation en Division 2 (D2)            | VOO RHC Grâce-Hollogne | 4e des PD         |